# Vermandois
 (octobre 2017).
Si vous disposez d'ouvrages ou d'articles de référence ou si vous connaissez des sites web de qualité traitant du thème abordé ici, merci de compléter l'article en donnant les références utiles à sa vérifiabilité et en les liant à la section « Notes et références ».
876–1215
Entités suivantes :
- Gouvernement de Picardie

Le Vermandois est un pays traditionnel de Picardie, départagé aujourd'hui entre les départements de l'Aisne en majeure partie, de la Somme, et de l'Oise et du Nord pour quelques petites portions. Cette région historique est entièrement contenue dans la région Hauts-de-France.
À l'époque contemporaine, le Vermandois est le pays dont la ville-centre est Saint-Quentin, ville du département de l'Aisne dans la région Hauts-de-France. Il est assimilé à l'arrondissement de Saint-Quentin.
Le Vermandois se trouve démembré par le traité d'Arras de 1435, qui cède Saint-Quentin aux Bourguignons.

## Héraldique
| blason du Vermandois | Les armoiries du Vermandois se blasonnent ainsi : « échiqueté d'or et d'azur, au chef aussi d'azur chargé de trois fleurs de lys d'or. » |

Il s'agit des armoiries de la commune de Vermand, dont la région tient son nom. Sont parfois tenues comme armoiries du Vermandois celle du comté homonyme :
| blason du Vermandois | Les armoiries du Vermandois se blasonnent ainsi : « échiqueté d'or et d'azur. » |

## Géographie
Le Vermandois est une région constituée d'une plaine crayeuse et de mamelons sableux. Traversée par la Somme, elle comprend également des zones humides en particulier aux environs des deux villes principales : Saint-Quentin et Vermand.

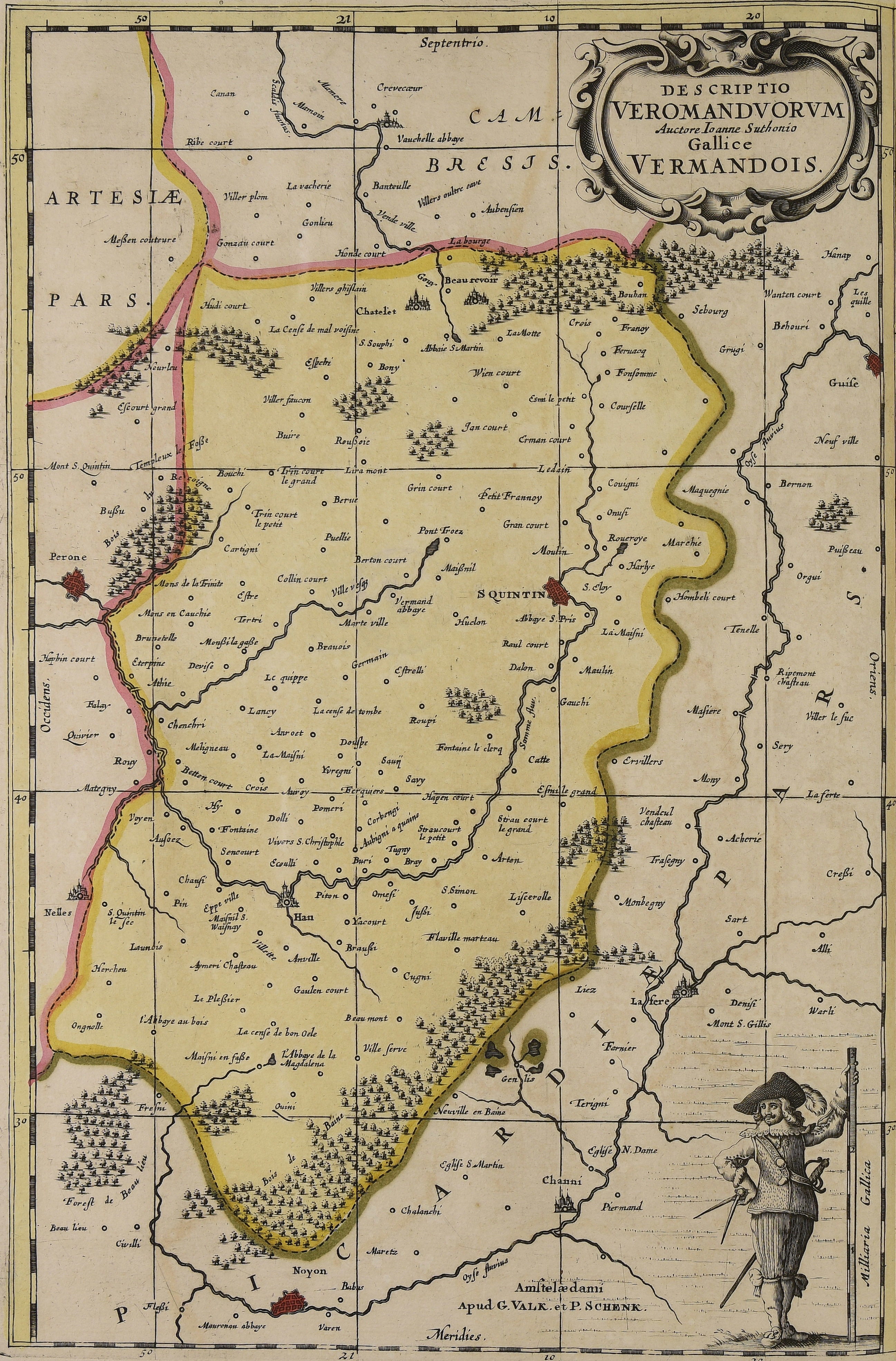
Carte du Vermandois (après 1673).

## Histoire

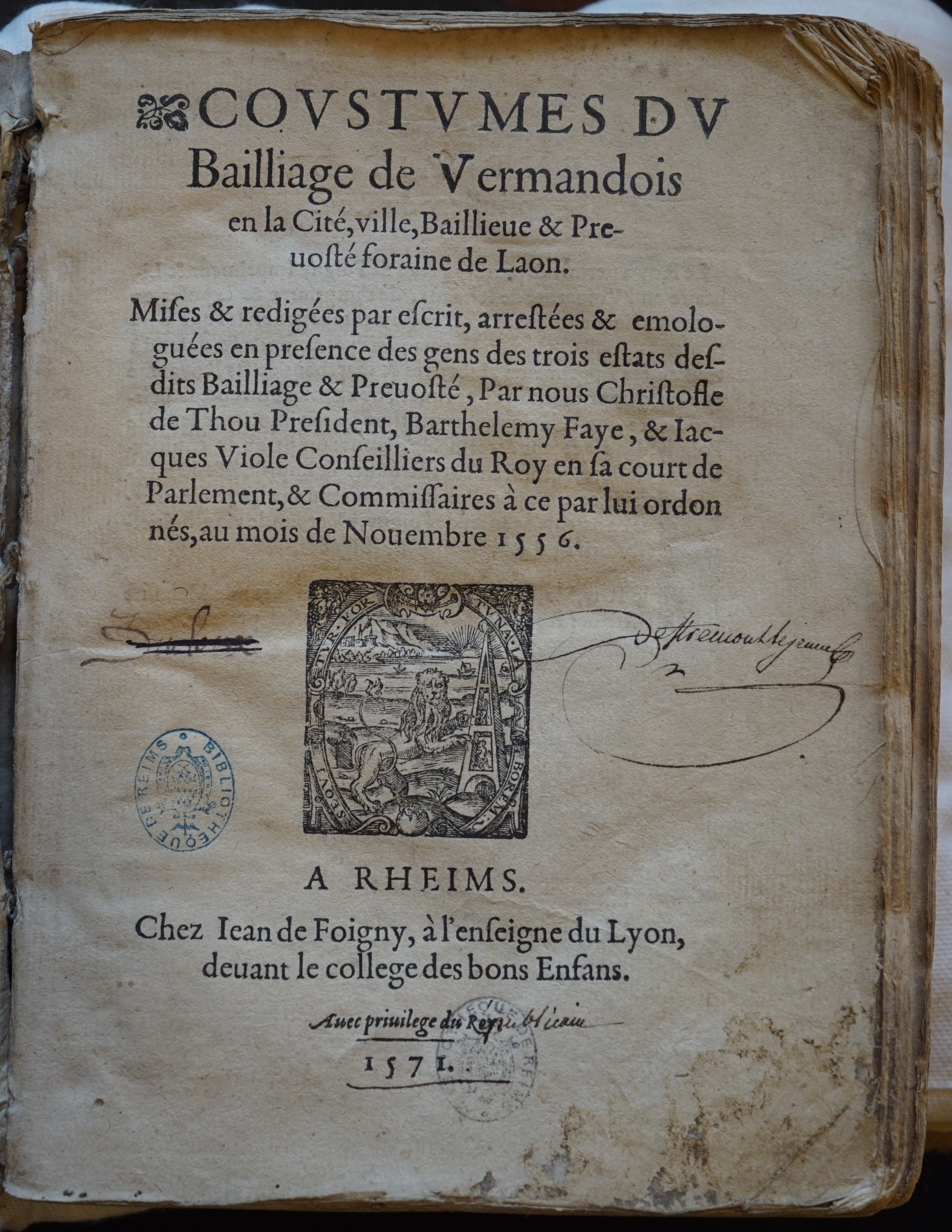
1571, Coutume du Vermandois par Christophe de Thou.

Le pagus Viromandensis du haut Moyen Âge formait avec le pagus noviomensis ou Noyonnais la civitas Viromanduorum, le territoire des Viromanduens (en latin Viromandui), du nom du peuple gaulois qui occupait la région.
Le nom de Vermandois est directement dérivé de celui des Viromandui par l'adjonction du suffixe -ensis, « relatif à » (à l’origine de certaines terminaisons françaises en –ois).
Durant le haut Moyen Âge, sa capitale a probablement été Vermand ; à partir du IXe siècle, c'est Saint-Quentin, fréquemment appelée dans les textes médiévaux, Saint-Quentin-en-Vermandois.
L'évêché du même nom, héritier de la cité, voit son siège épiscopal transféré à Noyon au VIe siècle.
Le Vermandois est érigé en comté par Louis Ier, fils de Charlemagne, en faveur du fils illégitime de son aîné Pépin, roi d'Italie, dont la famille, dite des Herbertiens, le possédera jusqu'au milieu du XIe siècle.
Herbert IV de Vermandois, huitième descendant de Pépin, étant mort, Eudes, son fils, fut dépouillé par les barons de son comté, qui fut donné à Hugues de France dit ensuite Hugues Ier de Vermandois, frère du roi capétien Philippe de France, Hugues étant l'époux d'Adèle, fille d'Herbert IV.
Le Vermandois passe ensuite à Raoul Ier, né en 1085, dit le Vaillant ou le Borgne connu aussi sous le nom de Raoul de Crépy. Il est le fils d'Hugues de France, comte de Valois et de Vermandois du chef de sa mère, Adèle. Il est de 1102 à 1152 le second comte de Vermandois et de Valois. Raoul s’est marié trois fois :
- v. 1120 sa cousine Éléonore (répudiée en 1142) fille d’Étienne II de Blois, comte de Champagne et d’Adèle d’Angleterre ; ils ont :
  - Hugues II, né à Amiens le 9 avril 1127, mort le 4 novembre 1212, comte de Vermandois et de Valois, puis religieux au couvent de Cerfroy.
- 1142 sa cousine, Pétronille (ou Perronelle, dite enfin parfois Alix), née vers 1125, morte en 1153, qui est la fille de Guillaume X, duc d’Aquitaine, et la sœur d’Aliénor d'Aquitaine, dont :
  - Élisabeth, dite Mabille, (1143-28 mars 1183), épouse de Philippe d'Alsace, comte de Flandres.
  - Raoul II, dit le Jeune, comte de Vermandois et de Valois, né en 1145, épouse en 1160 sa cousine Marguerite de Flandres dite d’Alsace (morte le 15 novembre 1194), fille de Thierry de Flandres dit d’Alsace. Atteint de la lèpre en 1163, son mariage n’est pas consommé et est rompu sans qu’il ait d’enfant. Il meurt le 17 juin 1167, sans postérité.

Le comté de Vermandois passe alors naturellement à Élisabeth, comtesse de Vermandois et de Valois (1167-1183), fille de Raoul Ier (mais aussi la nièce d'Aliénor d'Aquitaine, épouse du roi Henri II Plantagenet d'Angleterre ; elle est de ce fait la cousine germaine de Richard Cœur de Lion et Jean sans Terre. Elle épouse en 1159 Philippe d'Alsace, comte de Flandre (de 1156 à sa mort en 1191), dont elle n'aura pas d'enfant.
Au lieu de rendre le comté de Vermandois à la mort d'Élisabeth, Philippe d'Alsace cherchera pendant de longues années à l'annexer. Il restera comte de Vermandois de 1167 (décès de Raoul II) à 1185. De retour de Palestine (où il avait décliné la régence du royaume de Jérusalem), le roi Louis VII, revenu malade nomme Philippe d'Alsace tuteur de son jeune fils, Philippe Auguste. Ce dernier, couronné roi de France le 1er novembre 1179 du vivant de son père très affaibli par la maladie, se rapproche de son parrain Philippe d'Alsace qui a besoin, de son côté, d’entrer dans les bonnes grâces du nouveau roi. Il lui donne en mariage Isabelle, sa nièce (fille de Baudouin V de Hainaut), avec l’Artois pour dot.
Philippe Auguste qui cherche à agrandir le domaine royal, ne peut cependant tolérer l'annexion du Vermandois qui bafoue son autorité. La guerre éclate dès 1180. Le roi s'empare du comté de Vermandois en 1185, et le réunit à la couronne de France en 1214 ainsi que le comté d'Amiens.
Le Vermandois sera désormais le siège d'un bailliage. Sa coutume reste vivace jusqu'à la Révolution, elle couvrait une partie de la Champagne, les bailliages de Troyes, de Reims, de Chalons.
Les principales villes du bailliage de Vermandois sont au XVIe siècle Laon, Soissons, Noyon, Saint-Quentin, Ribemont en Thiérache, Coucy.
Le bailliage de Vermandois se trouve démembré par le traité d'Arras de 1435, qui cède les villes de la Somme, dont Saint-Quentin, aux Bourguignons. La ville fera ensuite partie jusqu'à la Révolution du gouvernement de Picardie, créé après 1482, tandis que le bailliage de Vermandois, réservé la ville de Saint-Quentin, en d'autres termes, Laon, Soissons, Noyon, Ribemont, Coucy restent au gouvernement de l'Île-de-France.
Il résulte de ce démembrement de fréquentes "hésitations" sur les limites de l'Île-de-France et de la Picardie historiques, qui comportent chacune une partie du bailliage de Vermandois, beaucoup plus étendu que le Vermandois originel ou naturel de la haute vallée de la Somme, c'est-à-dire le Saint-Quentinois.
On peut citer au XVIIe siècle, l'un de ses baillis :
- Jean Béguin, Reims 1615 - Reims 1692, seigneur de Chalons-sur-Vesle, lieutenant  général du bailliage vers 1650.

Le titre de comte de Vermandois fut donné en 1669 par Louis XIV au fils légitimé qu'il avait eu de Madame de La Vallière. Le prince mourut prématurément en 1683 au siège d'Arras sans laisser de postérité.

### Députés de 1789 du bailliage du Vermandois
Bailliages secondaires : La Fère, Marle, Chauny, Couci, Guise, Noyon (douze députés).
- Clergé.
  - 1. Sabran (Louis-Hector-Honoré-Maxime de), évêque-duc de Laon.
  - 2. Ogé (Jean), curé de Saint-Pierremont.
  - 3. Gibert (Louis-Bernard), curé de Saint-Martin de Noyon.
- Noblesse.
  - 4. Desfossez (Charles-Jean-Louis, vicomte), chevalier, seigneur du Faux-Aumencourt et autre lieux, lieutenant de MM. les maréchaux de France aux bailliages de Soissons et Coucy-le-Château.
  - 5. Quémy (Charles-François-Louis de Maquerel de), ancien capitaine au régiment de Brie-infanterie, chevalier de Saint-Louis, seigneur de Quémy et autres lieux.
  - 6. Jean de Miremont (Charles-Jean-François-Alphonse, comte de), chevalier, capitaine au régiment de chasseurs du Languedoc.
- Tiers état.
  - 7. Le Carlier, maire de Laon et secrétaire du roi.
  - 8. Viefville des Essars (Jean-Louis de), avocat et subdélégué de l'Intendant de Soissons en l'élection de Guise.
  - 9. Visme (Jacques-François-Laurent de), avocat et procureur-syndic de 1"assemblée intermédiaire de l'élection de Laon.
  - 10. Bailly (Charles-Maximin), laboureur à Crécy-aux-Monts.
  - 11. L'Eleu de la Ville aux Bois (Claude-Antoine), lieutenant en l'élection et subdélégué de l'intendance.
  - 12. Le Clercq de Lannoy (Jean-Antoine), laboureur, propriétaire de la seigneurie de Lannoy, y demeurant, bailliage de Chauny.

#### Suppléants
- Clergé.
  - 1. Féquant (Jean-Marie), curé de Leschelles, près Guise.
- Noblesse.
  - 2. Royer (Charles-Louis du), chevalier, seigneur de Savriennois et Flavy-le-Martel.
  - 3. Novion (Jean-Victor de), chevalier, capitaine au régiment de Vermandois.
  - 4. Lamirault de Noircourt (Jean-Baptiste), chevalier de Saint-Louis, ancien capitaine au régiment de Condé-infanterie, seigneur d'Etréaupont.

## Personnages illustres
- Dudon de Saint-Quentin, écrivain du XIe siècle.
- Adélaïde de Vermandois, comtesse.
- Josquin des Prés, compositeur picard né probablement à Beaurevoir.
- Jean Mouton, compositeur.
- Maurice-Quentin de La Tour, peintre français.
- Gracchus Babeuf, homme politique et révolutionnaire.
- Armand de Caulaincourt, militaire, diplomate et mémorialiste.
- Hector Crinon, poète, écrivain patoisant.
- Henri Matisse, peintre originaire de Bohain-en-Vermandois.
- Guillaume Laurant, scénariste.